# Lissonota albopicta
Lissonota albopicta là một loài tò vò trong họ Ichneumonidae.